# Horní Planá
Horní Planá (in tedesco Oberplan) è una città della Repubblica Ceca facente parte del distretto di Český Krumlov, in Boemia Meridionale.